# Fausto Ghigliotti
Fausto Ghigliotti (Genova, 12 febbraio 1876 – Genova, 22 marzo 1942) è stato un calciatore italiano.

## Biografia
Ghigliotti è stato uno dei primi giocatori del Genoa e vincitore del primo campionato italiano di calcio.
Era genovese di nascita e figlio di uno spedizioniere. Questa attività paterna lo portò ad entrare in contatto con gli inglesi che soggiornavano a Genova e, quindi, a prendere parte ai loro giochi.

### Carriera calcistica
Entrò nella squadra del Genoa spinto dal fratello Emanuele, più vecchio di lui di 11 anni, dove iniziò a giocare soprattutto come terzino sinistro, anche se era un buon portiere.
Con i rossoblu vinse quattro scudetti in cinque stagioni, nel 1898, 1900 e 1902 giocando come terzino, mentre nel 1899 scese in campo nella veste di portiere.
Nella stagione del 1903, pur non giocando in campionato, gioca con i rossoblu nella sfida amichevole contro il Football Vélo Club de Nice, disputata il primo marzo 1903 al Campo Sportivo di Ponte Carrega di Genova. L'incontro, terminato 6-0 a favore dei genoani, risulta la prima sfida internazionale tra club giocata in Italia.
Nel 1904, in vacanza a Sora, fece conoscere alla cittadina del frusinate il nuovo sport proveniente dalla Gran Bretagna. Il successo della sua iniziativa fu tale che pochi anni dopo, nel 1907, venne fondato il Sora.

## Palmarès

### Calciatore

#### Club

##### Competizioni nazionali
- Campionato italiano: 4

Genoa: 1898, 1899, 1900, 1902